# オッフェナウ
オッフェナウ (ドイツ語: Offenau) は、ドイツ連邦共和国バーデン＝ヴュルテンベルク州ハイルブロン郡に属す町村（以下、本項では便宜上「町」と記述する）。この町は、シュトゥットガルト大都市圏周縁部に位置している。

## 地理

### 位置
オッフェナウは、ハイルブロン郡北部、ネッカー川中流域、ネッカー内陸水路に面している。

### 隣接する市町村
オッフェナウに隣接する市町村は、南から時計回りに、バート・ヴィンプフェン、バート・ラッペナウ、グンデルスハイム、バート・フリードリヒスハルで、いずれもハイルブロン郡に属す。オッフェナウは、エートハイム、バート・フリードリヒスハルとともに行政共同体を形成している。

### 自治体の構成
オッフェナウは、オッフェナウ地区自身だけからなり、他に地区はない。

## 歴史
オッフェナウは、767年のロルシュ文書に "Offenheim" として初めて登場する。オッフェナウの塩水の井戸は、ドイツ騎士団の支配下に置かれ、1560年頃から、健康目的で利用されるようになった。1754年にはクレメンスハル製塩所が創設された。これに伴い、その労働者の町として現在の旧集落ができ、1790年には温泉施設と遊歩公園を備えた温泉ホテル「リンデ」が開業した。ドイツ騎士団の解消により、オッフェナウは、ヴュルテンベルク王国内の独立した自治体となった。
19世紀に、温泉企業は町を援助し、温泉を示す Bad Offenauの名を取得させた。鉄道が開通した1879年以後は特に、温泉は繁盛した。第一次大戦後、温泉は衰退していった。製塩所は1929年に閉鎖された。ほとんどの製塩関連企業が1960年代に廃業し、最後に残った会社も1981年に閉鎖された。かつての製塩所の跡地には現在（2007年）、新しい町役場と消防署の施設が建っている。製塩所を思い起こさせる物は、昔の製塩所の敷地外にあった1780年建造の旧塩倉庫だけである。
1993年、1995年、1997年と洪水による大きな被害を受けたため、2000年から2003年にかけてネッカー川の堤防に洪水対策工事が施され、2100mの長さの防災堤防と4つの排水ポンプ施設が建設された。

### 宗教
オッフェナウは、かつてはドゥッテンベルクの支部教会組織であり、ヴォルムス司教区に属した。1438年に独立した教会組織が創設された。

## 行政

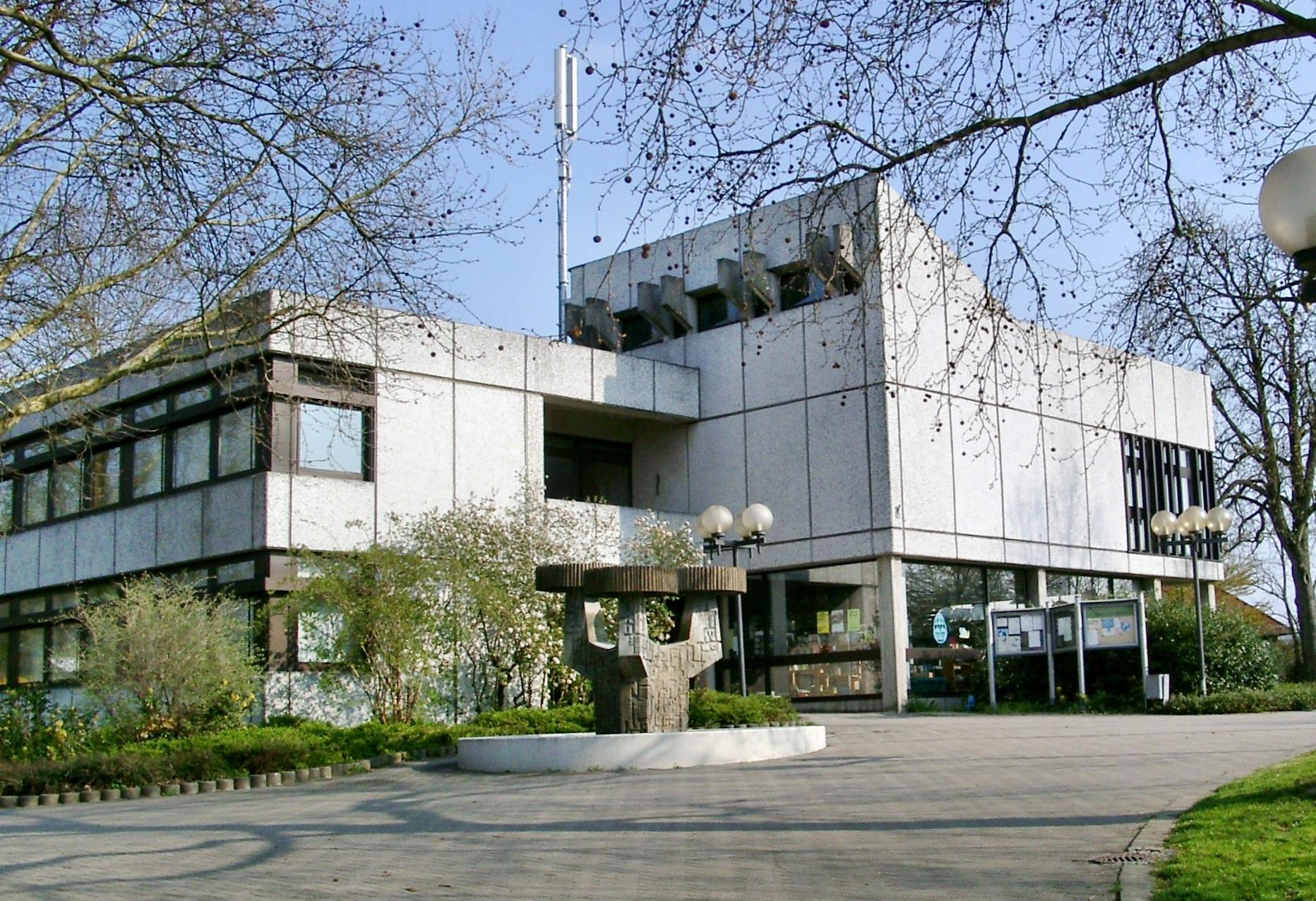
オッフェナウの町役場

### 議会
オッフェナウの議会は12人の議員からなり、これに議長を務める首長が加わる。

### 紋章と旗
図柄: 青地に金の帝国宝珠、その上に3つ(1:2)の互いに接する銀の塩のキューブ。
紋章が現在の形になったのは、1939年からである。帝国宝珠は、20世紀初めからオッフェナウの印章に現れる。この町にとってそれがどのような意味を持つのかは不明である。1938年にヴュルツブルクの文書部門は、紋章の色を定め、似ている他の紋章との区別のために3つの塩のキューブを書き込ませた。これはオッフェナウにおける塩の採掘を示している。1963年3月4日にバーデン＝ヴュルテンベルク州の内務省は、この紋章の使用権を町に許可した。
旗は、金 - 青である。

## 文化と見所
- 聖アルバン教会: 1751年にフランツ・ヘッフェレにより建造されたバロック様式のカトリック教会。バロック様式の主祭壇を持つ。建物の外に、1751年製作のピエタ像がある。
- 旧町役場: 1750年。
- バロック様式の塩倉庫: 1780年
- 旧駅舎: 1879年
- 1892年のヴェスターホルト伯礼拝堂をもつ、新しい催事センター "Saline"（「ザリーネ」＝「製塩所」）
- フランケン式の見応えある木組み建築が並ぶ、歴史的集落の中心部

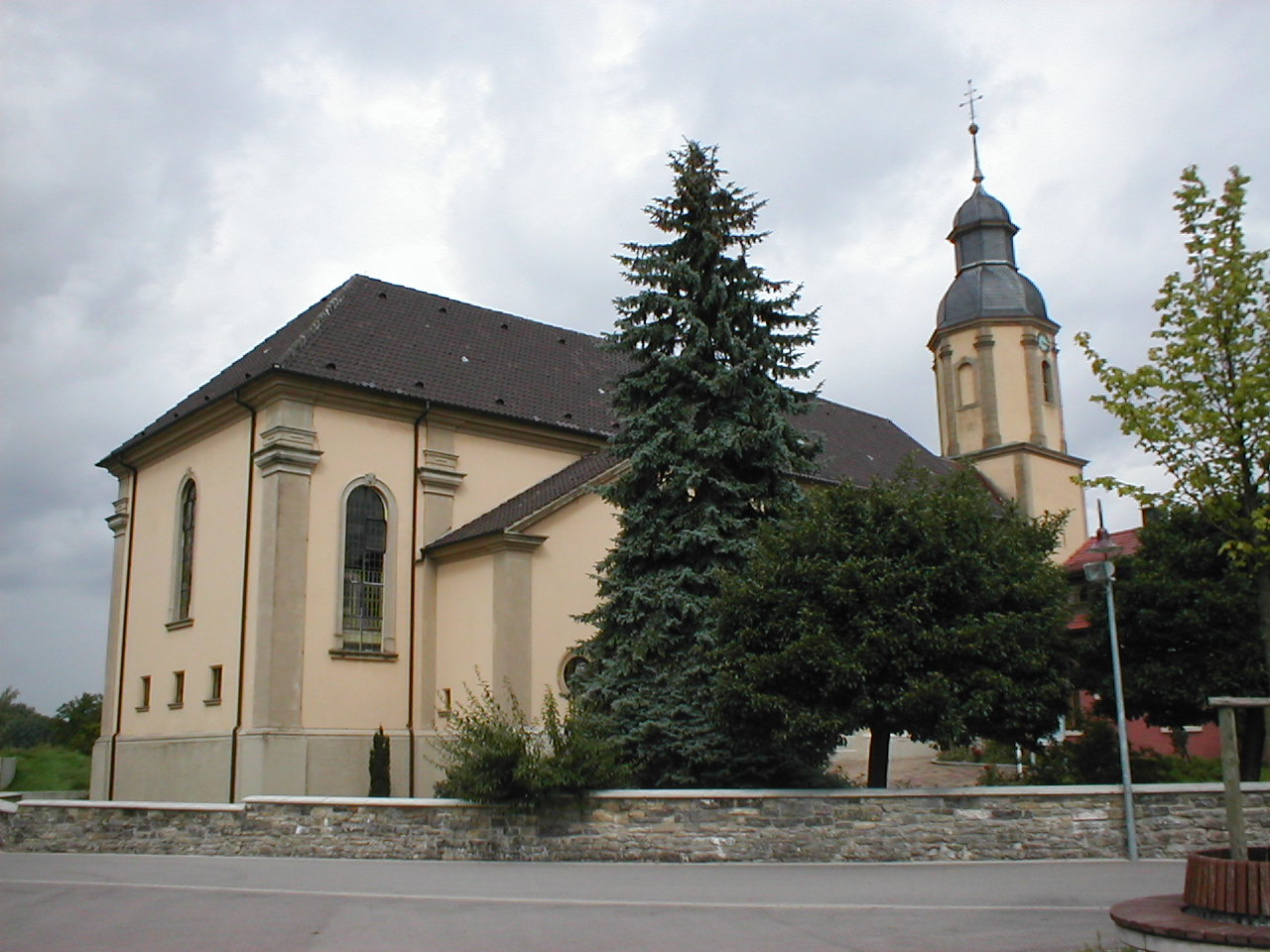
聖アルバン教会
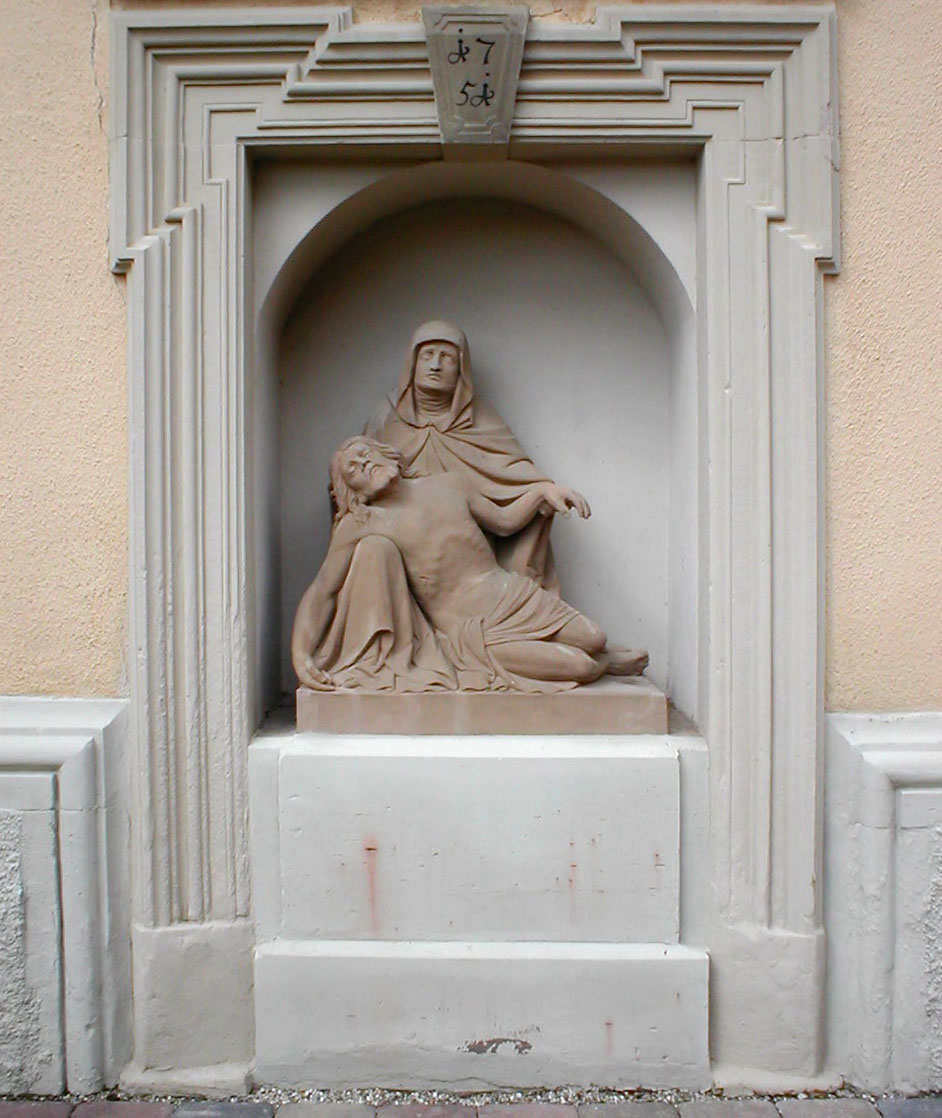
聖アルバン教会のピエタ像（1751年）
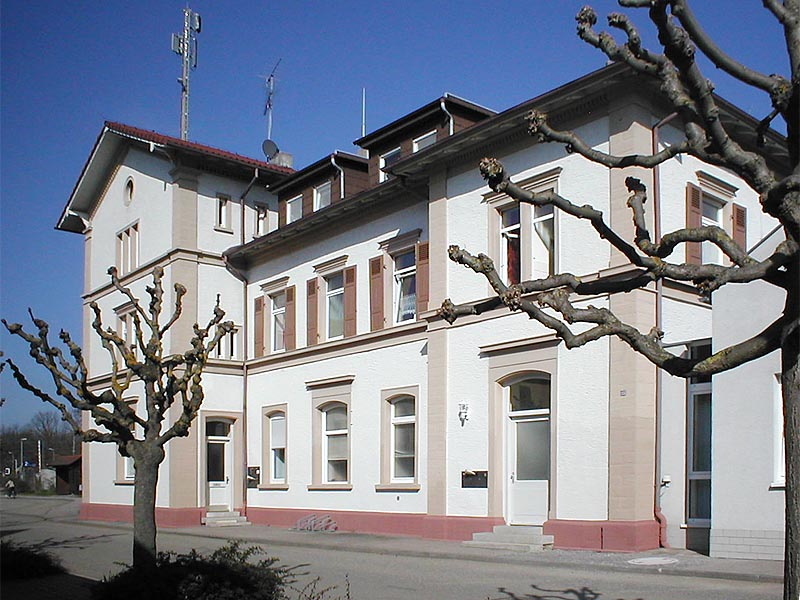
1879年建造の駅舎
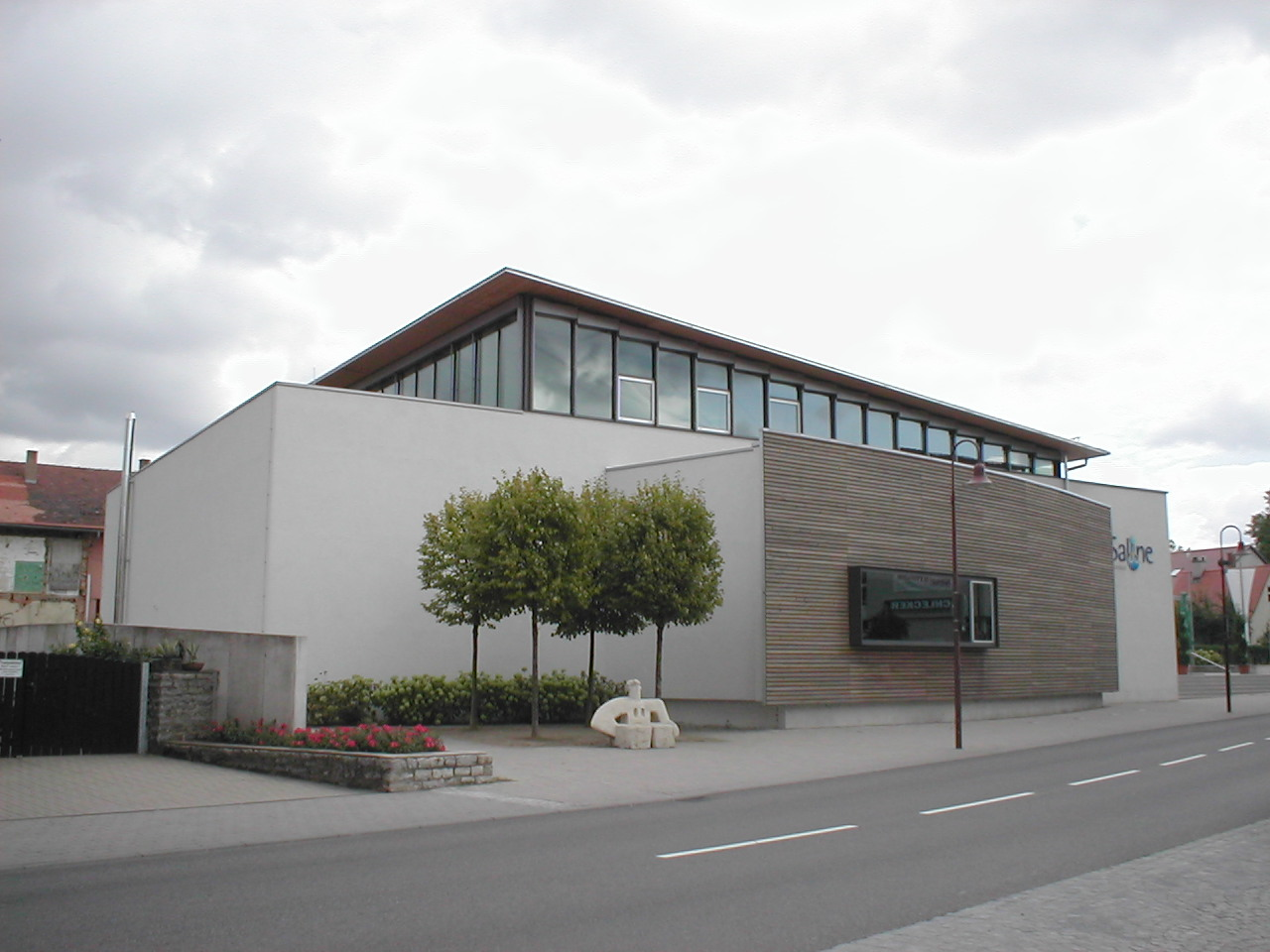
催事センター「ザリーネ」
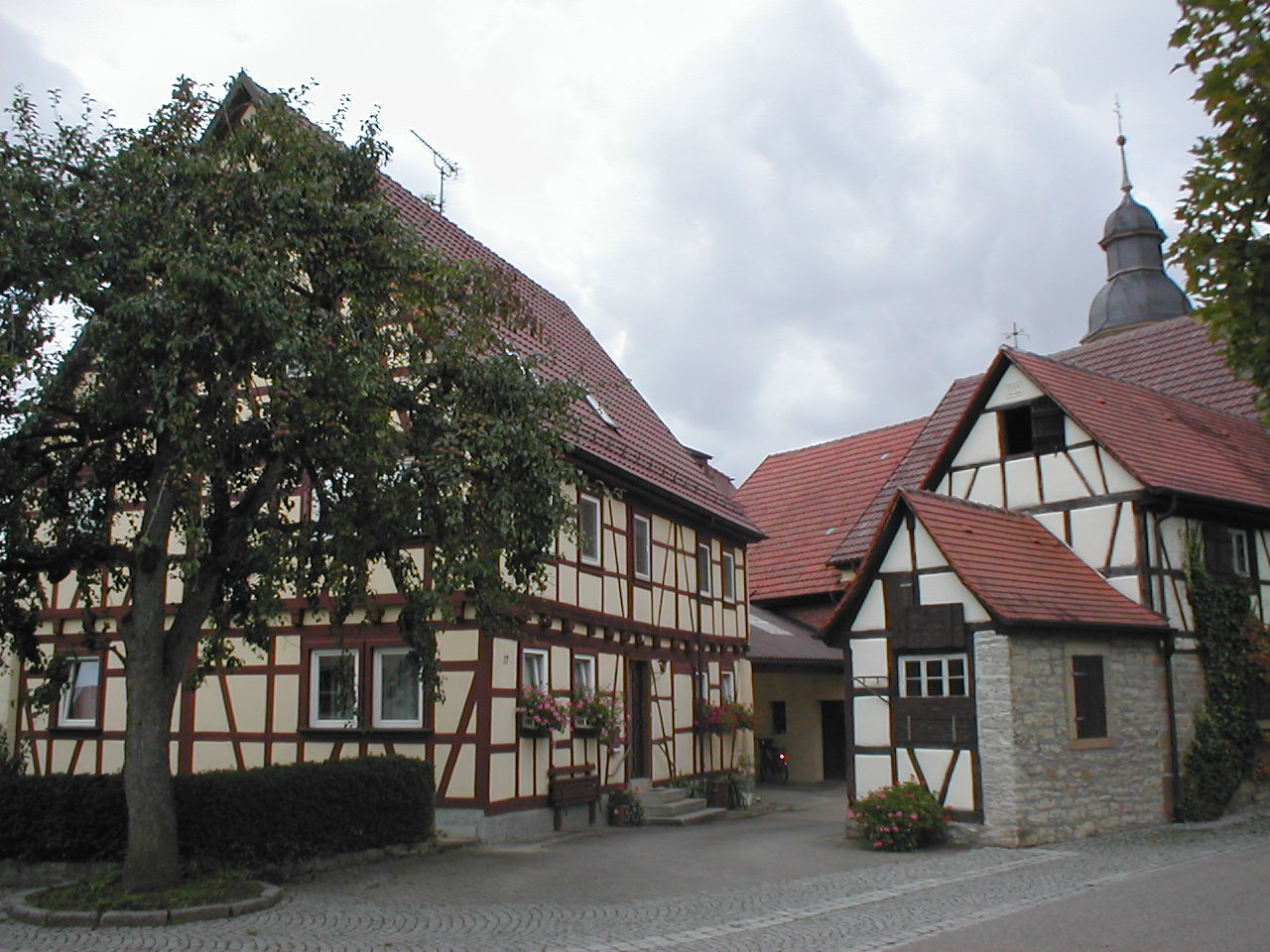
ブルンネン通りの木組み建築
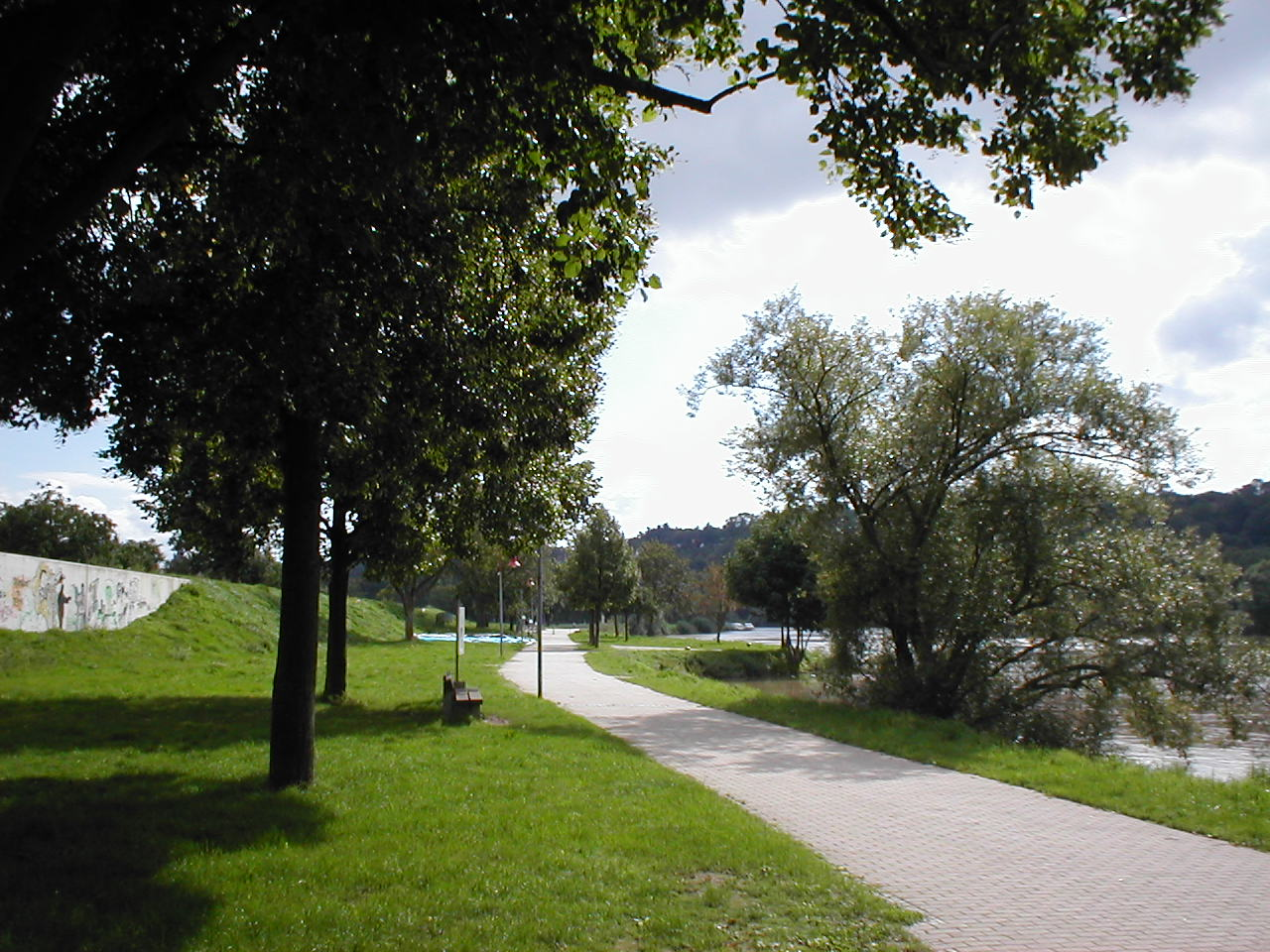
洪水防止堤防とネッカー川の遊歩道

### 年中行事
コルンルプファーフェスト (Kornlupferfest): 毎年、7月の最後から2番目の週末に開催される。土曜日から月曜日まで行われる伝統的な祭である。

## 経済と社会資本
交通の便がよい場所にあることを背景に、この町は、小売業、手工業、サービス業、工業がバランスよく安定したインフラストラクチャを形成している。1971年に Südzucker AG がオッフェナウに定住した。この企業は、テンサイから砂糖を精製する会社で、2007年現在、町で最も重要な雇用主となっている。

### 交通
オッフェナウは、連邦道B27号線、およびハイデルベルクからバート・フリードリヒスハルへの鉄道路線（ネッカータール鉄道）沿いに位置している。

### メディア
オッフェナウでのニュースは、日刊紙 Heilbronner Stimme の北中部版(NM)に掲載される。

## 引用
1. ↑  Statistisches Landesamt Baden-Württemberg – Bevölkerung nach Nationalität und Geschlecht am 31. Dezember 2023 (CSV-Datei)